# Grúzino

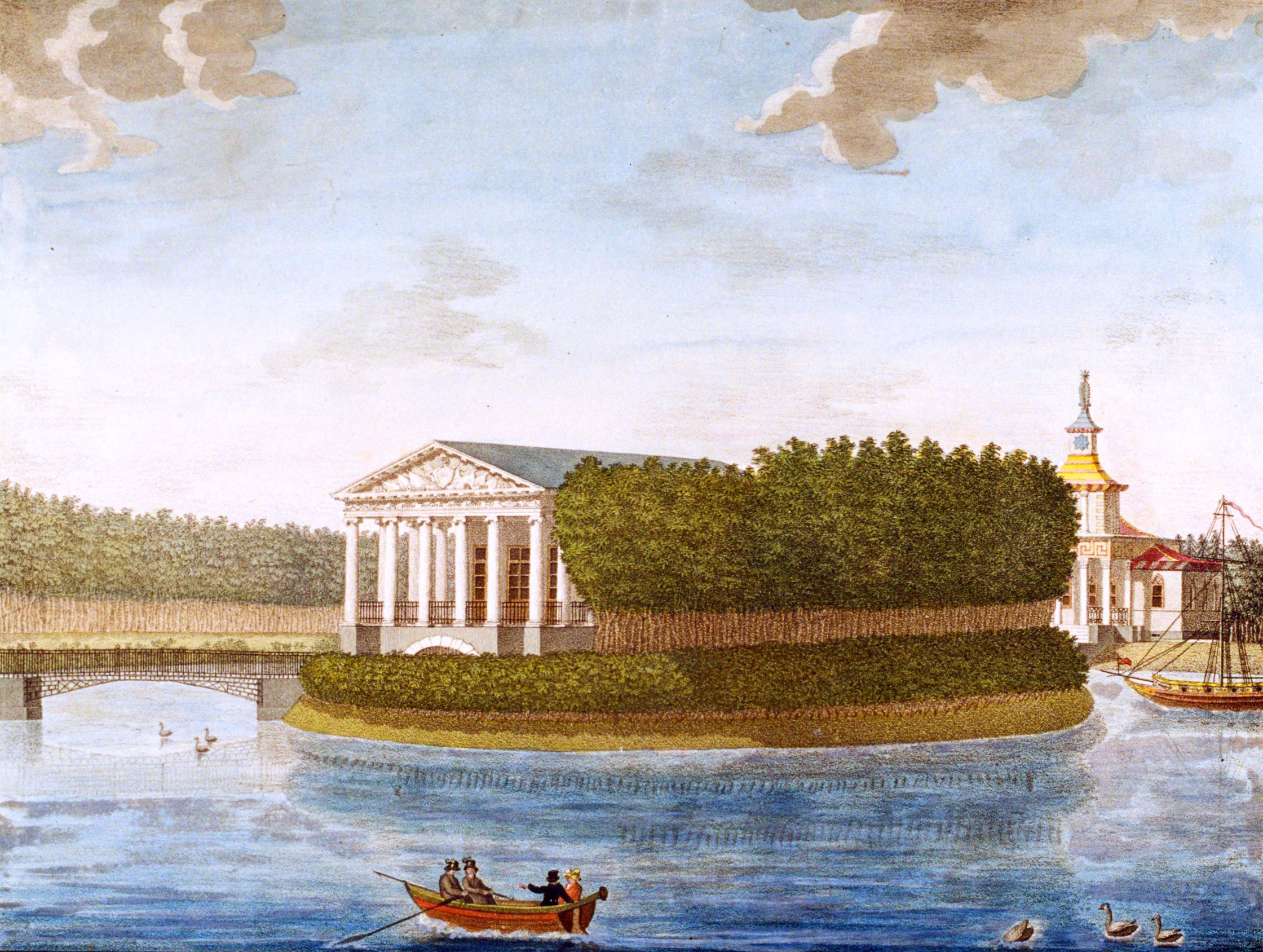
Pabellón chino en Grúzino, litografía de 1822.

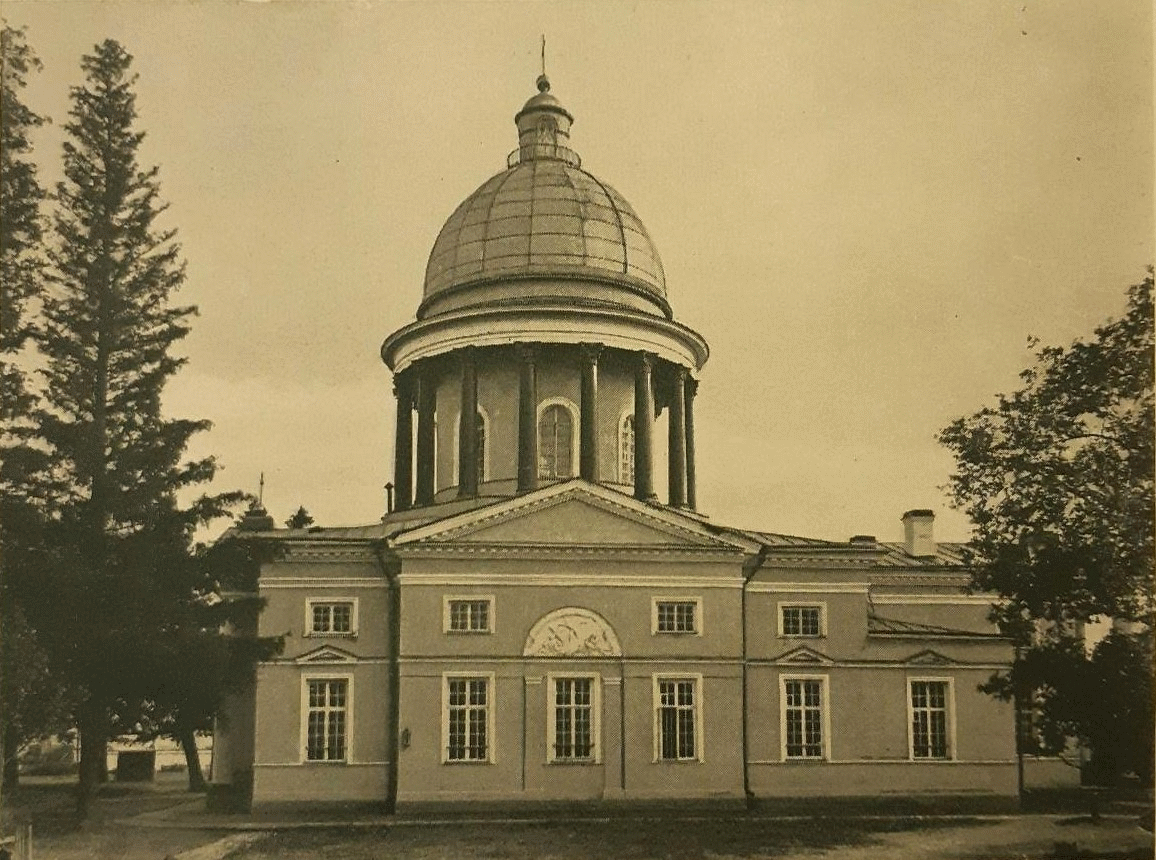
Iglesia de Andréi Pervozvanny (Andrés el Apóstol).

La finca Grúzino (del ruso: Гру́зино) cercana a Chúdovo, Rusia, fue construida por un equipo de arquitectos neoclásicos bajo la dirección de Vasili Stásov para el conde Alekséi Arakchéyev en la década de 1810.
El conde recibió Grúzino como regalo imperial del zar Pablo I de Rusia cuando fue nombrado Comandante de San Petersburgo, aunque esta área estaba en disputa entre los gobernadores de las guberniyas de Nóvgorod y Tver. Usando el trabajo de sus siervos, Arakchéyev logró convertir Grúzino en una de las fincas más avanzadas de su época. El celebrado escultor Iván Martos contribuyó con una estatua del emperador Pablo. Dos meses después de la muerte de Arakchéyev, Nicolás I de Rusia otorgó la finca al Cuerpo de Cadetes de Nóvgorod.
Aunque oficialmente se afirmó que las instalaciones fueron destruidas por los nazis durante la Segunda Guerra Mundial, algunos investigadores declaran que fueron desmanteladas durante el proceso de industrialización de Stalin en la década de 1930. Las estatuas de leones que una vez adornaban el pórtico fueron trasladadas al kremlin de Nóvgorod, quedando como muestra de este conjunto neoclásico.